# 臼井荘
臼井荘（うすいのしょう）は、下総国印旛郡内に平安時代末期から室町時代にかけて存在した荘園。千葉常重の弟常康が始祖とされる臼井氏名字の地でもある。

## 概要
荘域は現在の佐倉市西部鹿島川左岸域、千葉市北端部、四街道市全域、八千代市北端部域、船橋市北端部域がそれぞれ含まれる印旛沼西南方一帯に及ぶ。荘園領主及び荘の成立の成立事情は不明であるが、常康が臼井の地に封じられたのが平安時代末期の11世紀末であることから荘の成立時期もその前後と推測される。『吾妻鏡』などには臼井城を本拠とする臼井氏が源頼朝、鎌倉幕府の御家人として幕府の諸行事に忠勤している様子が書かれているほか、宝治元年（1247年）に起きた宝治合戦の折に三浦氏に加担、この乱を境に一族が分裂し一時臼井氏勢力が衰退。その間千葉常胤の三男胤盛を祖とする武石氏の台頭を招き、旧下志津村、旧大和田村、旧犢橋村より西方がその勢力下となったことがわかっている。荘の西部半分にあたる島田、真木野、平戸、小室などの諸村は千田泰胤の領するところとなり、南北朝時代には北朝方の胤貞流千葉氏の勢力下に入って、さらにそれらの村々は千葉胤貞によって猶子である中山本妙寺の日祐に譲与された。この際、譲与された地域一帯が日蓮宗に改宗したとされる。また、臼井氏は鎌倉時代後半期の不振期を乗り越え、臼井祐胤の代に旧領を取り戻していき、南北朝時代の暦応元年（1338年）祐胤嫡男・臼井興胤の時に、北朝方の足利尊氏に参じて戦功をあげ本領を安堵された。そして戦国時代には千葉氏の有力一族原氏が治めることとなった。

## 荘域にあった拠点（城館）

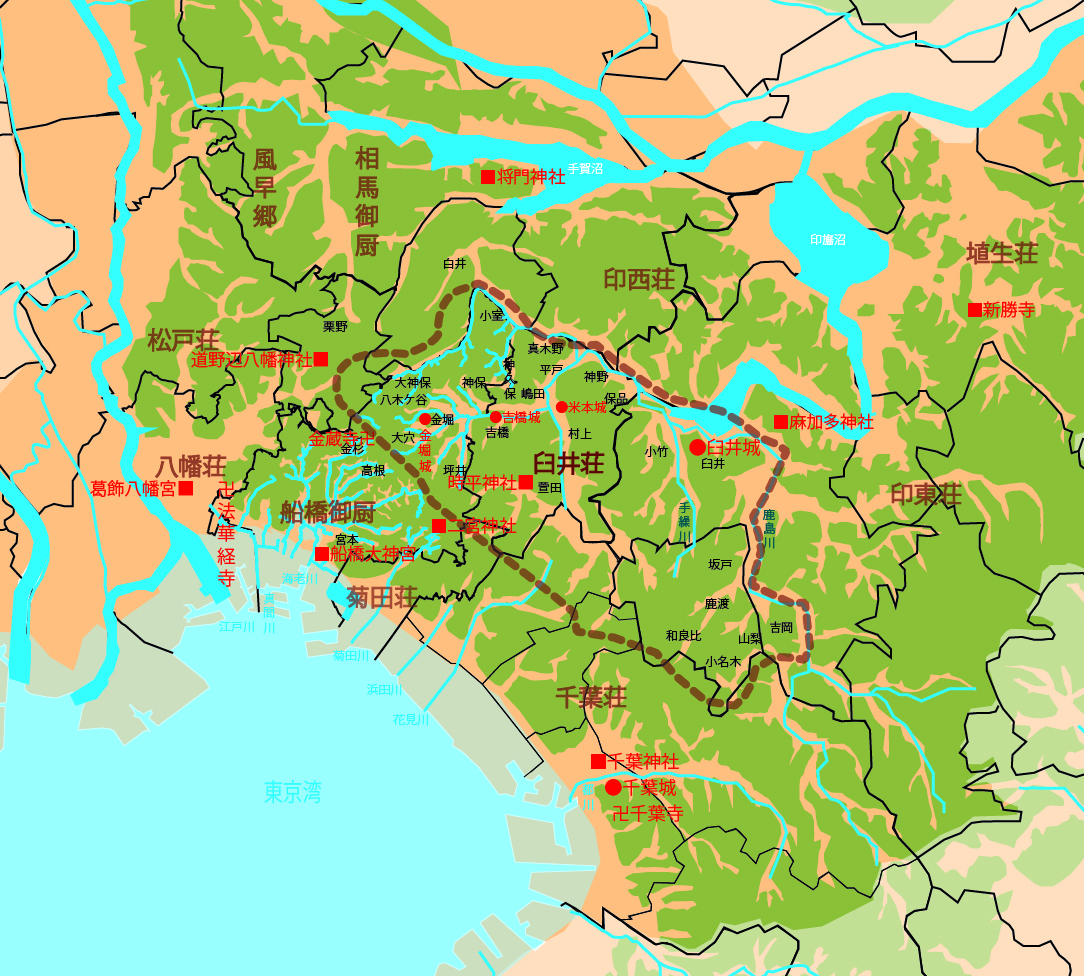
臼井荘（庄）の推定範囲（茶色の点線で囲まれた範囲）

- 臼井城
- 吉橋城
- 米本城
- 高津館
- 尾崎館
- 妙泉寺城
- 正覚院館
- 金堀城
- 八木ケ谷城
- 小野田城
- 楠ケ山城
- 小穴城
- 坪井城
- 和良比堀込城
- 福星寺城
- 木出城
- 山梨城
- 小名木城
- 屏風山城
- 鹿渡城
- 中野戸崎城
- 中山城
- 池ノ尻館